# BMW 132

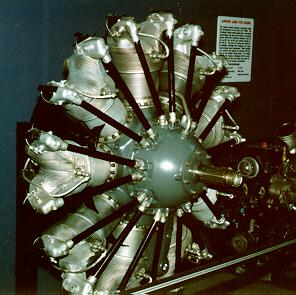
BMW 132E

BMW 132はドイツのBMWで1933年から製造されていた航空機用9シリンダー空冷星型エンジンである。アメリカのプラット・アンド・ホイットニーからライセンスを買い取ったR-1690 ホーネットエンジンの発展型として開発された。

## 概要
1928年1月にBMWはプラット＆ホイットニーからR-1690 ホーネットのライセンスを買い取り、短い間それをBMW ホーネットとして設計変更なしに生産していた。しかしすぐにホーネットの改良を開始し、1933年にはその発展型としてBMW 132をリリースした。同エンジンには様々な派生型が生まれ、例えば民間向けにはキャブレターを装備したものが、ドイツ軍向けには燃料噴射装置を装備したものが生産された。派生型によってスペックは異なるが、排気量は27.7Lで出力は最大のものが1200hpまで発揮できた。
本エンジンは輸送機によく搭載され、特にJu 52ではほぼすべての派生型を通じて本エンジンが採用されていた。また、1930年代の民間航空機用エンジンとして重要な役割を果たし、いくつかの試作機・記録機のエンジンとしても活躍した。特に、1938年8月10日に24時間57分でベルリン・ニューヨーク間の無着陸飛行に初めて成功したFw 200 S-1に搭載されていたことで知られている。

## 諸元 (BMW 132N)
- タイプ：空冷星型9シリンダー

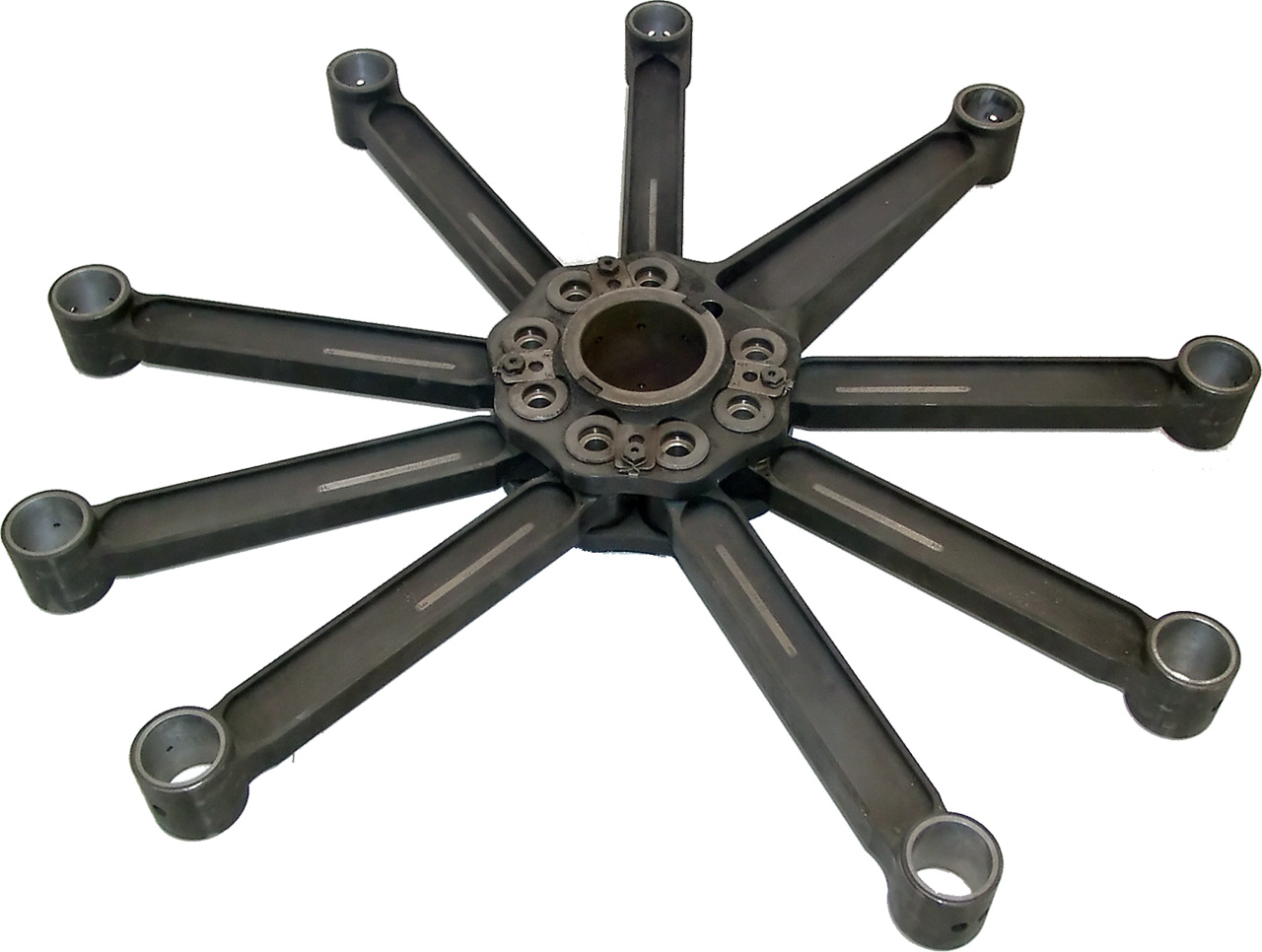
航空機用 星型9気筒エンジン
BMW 132のコンロッドセット。星型エンジンではこの写真の例に見られるように、1本のマスターコンロッドとリンクロッドからなるセットが一般的である。

- ボア×ストローク：155.5 mm × 162 mm
- 排気量：27.7 L
- 全長：1,256 mm
- 直径：1,372 mm
- 重量：525 kg
- 過給機：機械式1速
- 燃料供給方式：直接噴射（派生型によってはキャブレター）
- 圧縮比：6.93
- 出力：
  - 865 hp @ 0 m
  - 960 hp / 2,450 rpm @ 3,000 m
- 出力重量比：1.83 hp/kg
- 燃費：0.24 kg/(hp·h)

## 主な搭載機
- Ar 196
- Ar 197
- BV 141
- He 114
- He 115
- Hs 123
- Ju 52
- Ju 86
- ユンカース W34